# 16. (vojvodinska) divizija (NOVJ)
16. (vojvodinska) divizija je bila partizanska divizija, ki je delovala v sklopu NOV in POJ v Jugoslaviji med drugo svetovno vojno.

## Zgodovina
Ustanovljena je bila 11. julija 1943.Ob ustanovitvi je divizija imela tri brigade in okoli 1.500 borcev.

## Sestava
Julij 1943
- 1. vojvodinska brigada
- 2. vojvodinska brigada
- 3. vojvodinska brigada

## Poveljstvo
Poveljniki
- Danilo Lekić

Politični komisarji
- Stefan Mitrović